# Konfederační pohár FIFA 2009
Konfederační pohár FIFA 2009 byl 8. ročníkem Konfederačního poháru FIFA. Konal se v Jihoafrické republice od 14. června do 28. června 2009. Vítězem se stala reprezentace Brazílie, která obhájila titul z předchozího turnaje.

## Místa konání
- Johannesburg (Ellis Park Stadium - 65 000 míst)
- Pretoria (Loftus Versfeld Stadium - 50 000 míst)
- Bloemfontein (Free State Stadium - 48 000 míst)
- Rustenburg (Royal Bafokeng Stadium - 42 000 míst)

## Kvalifikované týmy
- Jihoafrická republika (hostitel, 2. účast)
- Itálie (vítěz Mistrovství světa ve fotbale 2006, 1. účast)
- USA (vítěz Zlatého poháru CONCACAF 2007, 4. účast)
- Brazílie (vítěz Copa América 2007, 6. účast)†
- Irák (vítěz Mistrovství Asie ve fotbale 2007, 1. účast)
- Egypt (vítěz Afrického poháru národů 2008, 2. účast)
- Španělsko (vítěz Mistrovství Evropy ve fotbale 2008, 1. účast)†
- Nový Zéland (vítěz Oceánského poháru národů 2008, 3. účast)

†Mistři Jižní Ameriky a Evropy nebyli zavázáni, aby se zúčastnili, ale oba se rozhodli zúčastnit se.

## Rozhodčí
| Hlavní                    | Asistenti          | Asistenti          |
| ------------------------- | ------------------ | ------------------ |
| Afrika                    |                    |                    |
| Coffi Codjia              | Komi Konyoh        | Alexis Fassinou    |
| Eddy Maillet              | Evarist Menkouande | Bechir Hassani     |
| Asie                      |                    |                    |
| Matthew Breeze            | Matthew Cream      | Ben Wilson         |
| Evropa                    |                    |                    |
| Howard Webb               | Peter Kirkup       | Mike Mullarkey     |
| Martin Hansson            | Fredrik Nilsson    | Henrik Andrén      |
| Massimo Busacca           | Matthias Arnet     | Francisco Buragina |
| Jižní Amerika             |                    |                    |
| Pablo Pozo                | Patricio Basualto  | Francisco Mondria  |
| Jorge Larrionda           | Pablo Fandiño      | Mauricio Espinosa  |
| Oceánie                   |                    |                    |
| Michael Hester            | Jan Hendrik-Hintz  | Mark Rule          |
| Severní a Střední Amerika |                    |                    |
| Benito Archundia          | Marvin Torrentera  | Héctor Vergara     |

## Základní skupiny

### Základní skupina A
| Tým                   | Z | V | R | P | GV | GI | +/- | B |
| --------------------- | - | - | - | - | -- | -- | --- | - |
| Španělsko             | 3 | 3 | 0 | 0 | 8  | 0  | +8  | 9 |
| Jihoafrická republika | 3 | 1 | 1 | 1 | 2  | 2  | 0   | 4 |
| Irák                  | 3 | 0 | 2 | 1 | 0  | 1  | -1  | 2 |
| Nový Zéland           | 3 | 0 | 1 | 2 | 0  | 7  | −7  | 1 |

| 14. června 2009 16:00 |        |      |                                                                           |
| Jihoafrická republika | 0 – 0  | Irák | Ellis Park Stadium, Johannesburg diváci: 52 522 rozhodčí: Jorge Larrionda |
|                       | Report |      | Ellis Park Stadium, Johannesburg diváci: 52 522 rozhodčí: Jorge Larrionda |

| 14. června 2009 20:30 |        |                                          |                                                                          |
| Nový Zéland           | 0 – 5  | Španělsko                                | Royal Bafokeng Stadium, Rustenburg diváci: 21 649 rozhodčí: Coffi Codjia |
|                       | Report | Torres 6' 14' 17' Fàbregas 24' Villa 48' | Royal Bafokeng Stadium, Rustenburg diváci: 21 649 rozhodčí: Coffi Codjia |

| 17. června 2009 16:00 |        |      |                                                                                   |
| Španělsko             | 1 – 0  | Irák | Free State Stadium, Mangaung/Bloemfontein diváci: 30 512 rozhodčí: Matthew Breeze |
| Villa 55'             | Report |      | Free State Stadium, Mangaung/Bloemfontein diváci: 30 512 rozhodčí: Matthew Breeze |

| 17. června 2009 20:30 |        |             |                                                                              |
| Jihoafrická republika | 2 – 0  | Nový Zéland | Royal Bafokeng Stadium, Rustenburg diváci: 36 598 rozhodčí: Benito Archundia |
| Parker 21' 52'        | Report |             | Royal Bafokeng Stadium, Rustenburg diváci: 36 598 rozhodčí: Benito Archundia |

| 20. června 2009 20:30 |        |             |                                                                       |
| Irák                  | 0 – 0  | Nový Zéland | Ellis Park Stadium, Johannesburg diváci: 23 295 rozhodčí: Howard Webb |
|                       | Report |             | Ellis Park Stadium, Johannesburg diváci: 23 295 rozhodčí: Howard Webb |

| 20. června 2009 20:30  |        |                       |                                                                               |
| Španělsko              | 2 – 0  | Jihoafrická republika | Free State Stadium, Mangaung/Bloemfontein diváci: 38 212 rozhodčí: Pablo Pozo |
| Villa 52' Llorente 72' | Report |                       | Free State Stadium, Mangaung/Bloemfontein diváci: 38 212 rozhodčí: Pablo Pozo |

### Základní skupina B
| Tým      | Z | V | R | P | GV | GI | +/- | B |
| -------- | - | - | - | - | -- | -- | --- | - |
| Brazílie | 3 | 3 | 0 | 0 | 10 | 3  | +7  | 9 |
| USA      | 3 | 1 | 0 | 2 | 4  | 6  | -2  | 3 |
| Itálie   | 3 | 1 | 0 | 2 | 3  | 5  | -2  | 3 |
| Egypt    | 3 | 1 | 0 | 2 | 4  | 7  | -3  | 3 |

| 15. června 2009 16:00                    |        |                         |                                                                                |
| Brazílie                                 | 4 – 3  | Egypt                   | Free State Stadium, Mangaung/Bloemfontein diváci: 27 851 rozhodčí: Howard Webb |
| Kaká 5' 90+1' (pen) Fabiano 12' Juan 37' | Report | Zidan 9' 55' Shawky 54' | Free State Stadium, Mangaung/Bloemfontein diváci: 27 851 rozhodčí: Howard Webb |

| 15. června 2009 20:30 |        |                              |                                                                               |
| USA                   | 1 – 3  | Itálie                       | Loftus Versfeld Stadium, Tshwane/Pretoria diváci: 34 341 rozhodčí: Pablo Pozo |
| Donovan 41' (pen)     | Report | Rossi 58' 90+4' de Rossi 72' | Loftus Versfeld Stadium, Tshwane/Pretoria diváci: 34 341 rozhodčí: Pablo Pozo |

| 18. června 2009 16:00 |        |                                |                                                                                    |
| USA                   | 0 – 3  | Brazílie                       | Loftus Versfeld Stadium, Tshwane/Pretoria diváci: 39 617 rozhodčí: Massimo Busacca |
|                       | Report | Melo 7' Robinho 20' Maicon 62' | Loftus Versfeld Stadium, Tshwane/Pretoria diváci: 39 617 rozhodčí: Massimo Busacca |

| 18. června 2009 20:30 |        |        |                                                                          |
| Egypt                 | 1 – 0  | Itálie | Ellis Park Stadium, Johannesburg diváci: 52 150 rozhodčí: Martin Hansson |
| Homos 40'             | Report |        | Ellis Park Stadium, Johannesburg diváci: 52 150 rozhodčí: Martin Hansson |

| 21. června 2009 20:30 |        |                                   |                                                                                     |
| Itálie                | 0 – 3  | Brazílie                          | Loftus Versfeld Stadium, Tshwane/Pretoria diváci: 41 195 rozhodčí: Benito Archundia |
|                       | Report | Fabiano 37' 43' Dossena 45' (vl.) | Loftus Versfeld Stadium, Tshwane/Pretoria diváci: 41 195 rozhodčí: Benito Archundia |

| 21. června 2009 20:30 |        |                                    |                                                                            |
| Egypt                 | 0 – 3  | USA                                | Royal Bafokeng Stadium, Rustenburg diváci: 23 140 rozhodčí: Michael Hester |
|                       | Report | Davies 21' Bradley 63' Dempsey 71' | Royal Bafokeng Stadium, Rustenburg diváci: 23 140 rozhodčí: Michael Hester |

## Play off

### Semifinále
| 24. června 2009 20:30 |        |                          |                                                                                    |
| Španělsko             | 0 – 2  | USA                      | Free State Stadium, Mangaung/Bloemfontein diváci: 35 369 rozhodčí: Jorge Larrionda |
|                       | Report | Altidore 27' Dempsey 74' | Free State Stadium, Mangaung/Bloemfontein diváci: 35 369 rozhodčí: Jorge Larrionda |

| 25. června 2009 20:30 |        |                       |                                                                           |
| Brazílie              | 1 – 0  | Jihoafrická republika | Ellis Park Stadium, Johannesburg diváci: 48 049 rozhodčí: Massimo Busacca |
| Alvés 88'             | Report |                       | Ellis Park Stadium, Johannesburg diváci: 48 049 rozhodčí: Massimo Busacca |

### Utkání o 3. místo
| 28. června 2009 15:00          |                |                       |                                                                            |
| Španělsko                      | 3 – 2 (prodl.) | Jihoafrická republika | Royal Bafokeng Stadium, Rustenburg diváci: 31 788 rozhodčí: Matthew Breeze |
| Guiza 88' 89' Xabi Alonso 107' | Report         | Mphela 73' 90+3'      | Royal Bafokeng Stadium, Rustenburg diváci: 31 788 rozhodčí: Matthew Breeze |

### Finále
| 28. června 2009 20:30     |        |                         |                                                                          |
| Brazílie                  | 3 – 2  | USA                     | Ellis Park Stadium, Johannesburg diváci: 52 291 rozhodčí: Martin Hansson |
| Fabiano 46' 74' Lúcio 84' | Report | Dempsey 10' Donovan 27' | Ellis Park Stadium, Johannesburg diváci: 52 291 rozhodčí: Martin Hansson |

## Vítěz
| Konfederační pohár FIFA 2009 Brazílie |